# Рупци (Видинская область)
Рупци (болг. Рупци) — село в Болгарии. Находится в Видинской области, входит в общину Видин. Население составляет 155 человек.

## Политическая ситуация
Кмет (мэр) общины Видин — Румен Ангелов Видов (Граждане за европейское развитие Болгарии (ГЕРБ)) по результатам выборов в правление общины.